# 华阳
华阳，中国地名，因为在华山之南而得名。相当于今天陕西省秦岭以南、四川省、重庆市、和云南省、贵州省一带。
《书经·禹贡》记载“华阳黑水惟梁州”。东晋常璩所撰写的《华阳国志》，就是记载华阳地区的历史。
春秋战国时期，在今河南省新郑市北有华阳城，参见華國。历史上还有很多地方设置華陽縣和华阳镇。